# مایکولا لئونتویچ
مایکولا دمیترویچ لئونتویچ (به اوکراینی: Микола Дмитрович Леонтович) (۱۳ دسامبر [س.ق. ۱ دسامبر] ۱۸۷۷ میلادی – درگذشتۀ ۲۳ ژانویه ۱۹۲۱ میلادی) آهنگساز، رهبر ارکستر، اتنوموزیکولوژیست و مدرس اوکراینی بود. موسیقی او از مایکولا لیسنکو و مدرسۀ موسیقی ملی اوکراینی الهام گرفته شده‌ است. لئونتویچ در موسیقی کُرال آکاپلا، از آهنگ‌های اصلی گرفته تا موسیقی کلیسایی و تنظیم‌های دقیق موسیقی فولک تخصص داشت.
لئونتویچ در استان پودولیای امپراتوری روسیه (اکنون در اوکراین) به دنیا آمد و بزرگ شد. او به عنوان کشیش در حوزۀ علمیۀ کامیانتس-پودیلسکی تحصیل کرد و بعداً تحصیلات موسیقی خود را در دیوان سنت پترزبورگ کاپلا و دروس خصوصی را نزد بولسلاو یاورسکی ادامه داد. با استقلال ایالت اوکراین در انقلاب ۱۹۱۷ میلادی، لئونتویچ به کی‌یف نقل مکان کرد و در کنسرواتوار کی‌یف و مؤسسه موسیقی و نمایش مایکولا لیسنکو کار کرد. او برای آهنگسازی ترانۀ شچدریک در سال ۱۹۰۴ میلادی (که در سال ۱۹۱۶ میلادی برای اولین بار پخش شد) شناخته شده است، که در جهان انگلیسی زبان به عنوان سرود زنگ‌ها یا ناقوس، و یا زنگ‌های کریسمس شناخته می‌شود. او به عنوان یک شهید در کلیسای ارتدکس شرقی اوکراینی شناخته می‌شود، جایی که او همچنین به خاطر اثر عبادتش به یاد می‌آید، اولین دعایی که به زبان عامیانه، به‌ ویژه در زبان اوکراینی مدرن سروده شده‌ است. او در سال ۱۹۲۱ میلادی توسط یک مأمور شوروی ترور شد.
در طول زندگی‌اش، آهنگ‌‌ها و تنظیم‌های لئونتویچ در میان گروه‌های حرفه‌ای و آماتور در سراسر منطقۀ اوکراین در امپراتوری روسیه محبوب شد. اجرای آثار او در اروپای غربی و آمریکای شمالی باعث شد در فرانسه به او لقب «باخ اوکراینی» داده شود. به غیر از آهنگ شچدریک بسیار محبوب او، موسیقی لئونتویچ عمدتاً در اوکراین و جوامع اوکراینی دور از وطن اجرا می‌شود.

## زندگینامه

### سنین جوانی و تحصیل
مایکولا لئونتویچ در ۱۳ دسامبر متولد شد [س.ق. ۱ دسامبر] ۱۸۷۷ میلادی در جامعۀ موناستیروک، در نزدیکی روستای سلوینتسی، در استان پودولیا اوکراین (در آن زمان بخشی از امپراتوری روسیه بود). پدر، پدربزرگ و جد او کشیشان روستا بودند. پدرش، دیمیترو فئوفانوویچ لئونتویچ، علاوه بر رهبری گروه کُر مدرسه، در آواز خواندن و نواختن ویولنسل، کنترباس، هارمونیوم، ویولن و گیتار مهارت داشت. لئونتویچ اولین درس‌های موسیقی خود را از او آموخت. مادرش، ماریا یوسیپیونا لئونتویچ، نیز خواننده بود.
سایر اعضای خانواده لئونتویچ نیز در محیط موسیقی بزرگ شدند. برادر کوچکترش یک خوانندۀ حرفه‌ای شد، خواهرش ماریا در اودسا دربارۀ آواز تحصیل می‌کرد، خواهرش اولنا نیز در کنسرواتوار کی‌یف، آموزش فورته‌پیانو می‌دید و خواهرش ویکتوریا نیز می‌توانست چندین آلت موسیقی را بنوازد.
در تابستان ۱۸۷۹ میلادی، دیمیترو لئونتویچ به محلۀ جدیدی در روستای شرشنی در حومۀ ناحیۀ بار، اوکراین منتقل شد، جایی که دوران کودکی خود را در آنجا سپری کرد. سپس، در سال ۱۸۸۷ میلادی، لئونتویچ در ورزشگاه نمیریو پذیرفته شد. به دلیل مشکلات مالی یک سال بعد، پدرش او را به مدرسۀ مبتدیان روحانی شارهورود منتقل کرد که شاگردانش از حمایت مالی کامل برخوردار می‌شدند. در مدرسه، لئونتویچ به آواز تسلط یافت و توانست آزادانه قطعات دشوار متون کُرال مذهبی را بخواند.

### حوزۀ علوم الهیات

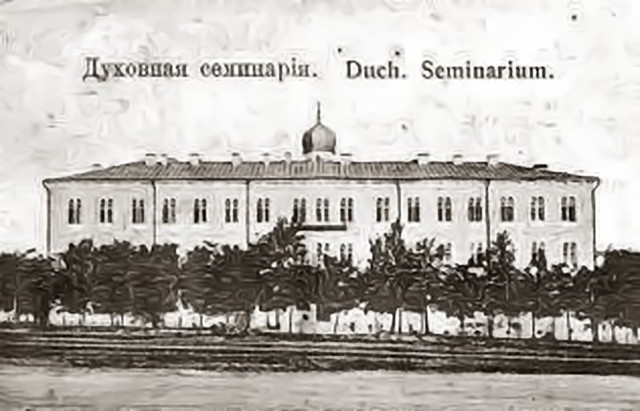
حوزۀ علمیۀ پودولیا در سال ۱۸۶۵ میلادی

در سال ۱۸۹۲ میلادی، لئونتویچ تحصیلات خود را در حوزۀ علمیۀ کامیانتس-پودیلسکی، که پدر و پدربزرگش در آن تحصیل کرده بودند، آغاز کرد. برادر کوچکتر او الکساندر نیز ثبت‌نام شد و دو سال پس از مایکولا فارغ‌التحصیل شد.
در طول تحصیل در آنجا، لئونتویچ به پیشرفت مهارت‌های خود در ویولن ادامه داد و نواختن انواع سازهای دیگر را آموخت. او همچنین در گروه کُر حوزۀ علمیه شرکت کرد و زمانی که یک ارکستر در سال سوم تحصیلش تشکیل شد، لئونتویچ به آن پیوست و تا فارغ‌التحصیلی ویولن می‌نواخت. لئونتویچ تئوری موسیقی خواند و از دوران دانشجویی در حوزۀ علمیه شروع به نوشتن تنظیم‌های کُر کرد.
هنگامی که مدیر گروه کُر حوزۀ علمیه درگذشت، مدیریت مدرسه از لئونتویچ درخواست کرد که این سمت را به دست گیرد. لئونتویچ به عنوان رهبر گروه کُر، موسیقی سکولار را به رپرتوار موسیقی سنتی کلیسا اضافه کرد. این شامل آهنگ‌های فولکلور اوکراین می‌شد که توسط مایکولا لیسنکو، پورفیری دموتسکی و خودش تنظیم شده بود. لئونتویچ در سال ۱۸۹۹ میلادی از حوزۀ علمیۀ کامیانتس-پودیلسکی فارغ‌التحصیل شد و با تبدیل شدن به یک معلم موسیقی به جای کشیش، سنت خانواده را شکست.

### اوایل حرفۀ موسیقی و خانواده

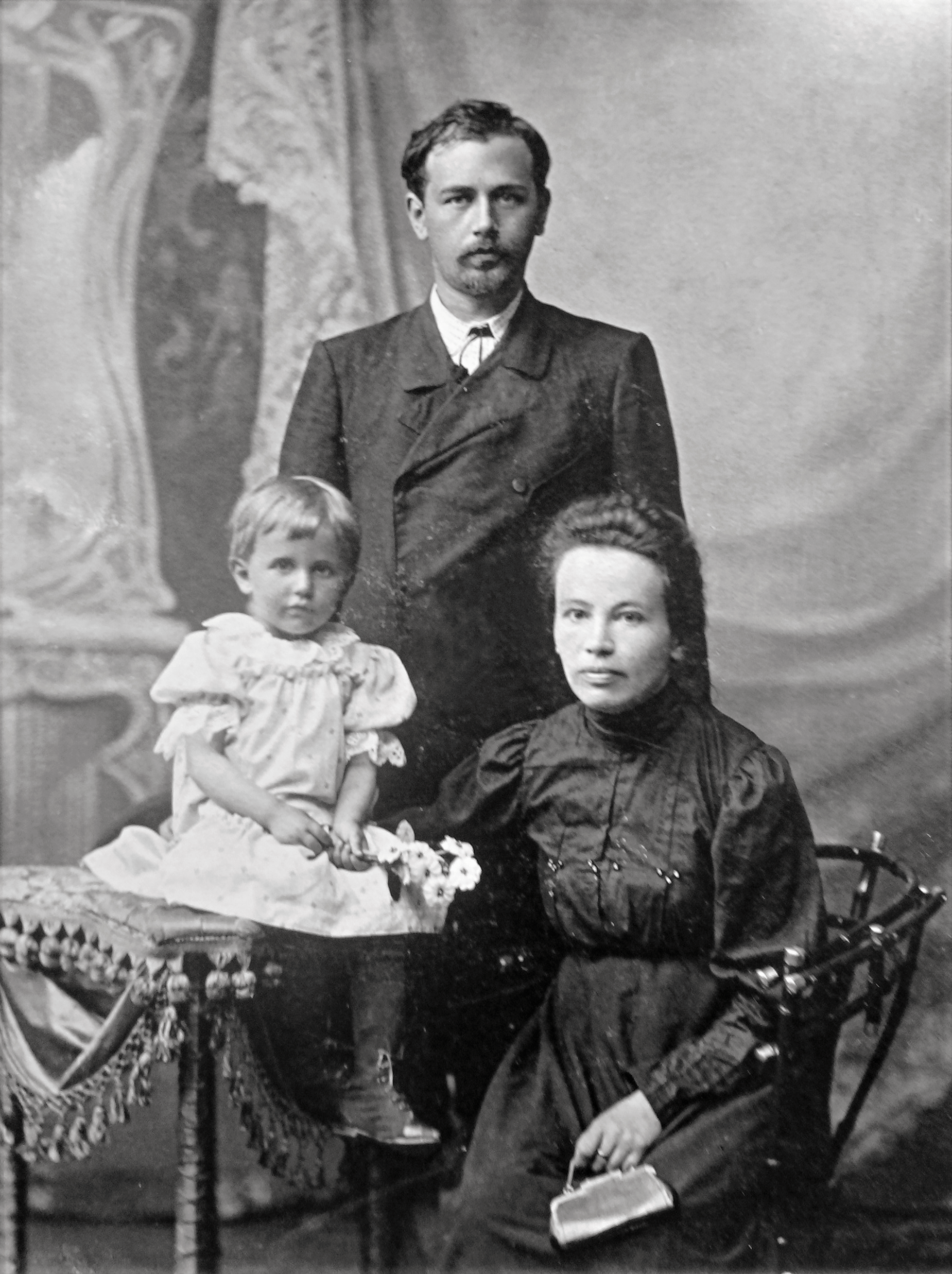
مایکولا لئونتویچ با همسر و دخترش

در آن زمان، حرفۀ موسیقی در اوکراین به معنای داشتن درآمد ناپایدار بود که باعث شد لئونتویچ در هر کجا که می‌توانست به دنبال شغل باشد. لئونتویچ در طی چند سال بعدی در کی‌یف، یکاترینوسلاو و پودولیا گوبرنیاس کار کرد تا بتواند به منظور شغلی سودآور به استخدام درآید. اولین موقعیت شغلی او پس از فارغ‌التحصیلی در یک مدرسۀ متوسطه در روستای چوکی‌یف (استان وینیتسیای کنونی) به عنوان معلم آواز و ریاضیات بود. در این مدت، لئونتویچ به رونویسی و تنظیم آهنگ‌های محلی ادامه داد. او اولین مجموعۀ تلفیق آهنگ‌ها از پودلیای خود را به پایان رساند و کار بر روی مجموعۀ دوم خود را آغاز کرد. او همچنین به بچه‌های مدرسه انگیزه داد تا در گروه کر بخوانند و در ارکستر بنوازند. او بعداً به عنوان استاد در کنسرواتوار کی‌یف، کتابی در این باره نوشت، با عنوان: (به اوکراینی: Як я організував оркестр у сільській школі) (چگونه یک ارکستر را در یک مدرسه روستایی سازماندهی کردم).
پس از چندین درگیری با مدیریت مدرسه، لئونتویچ شغل جدیدی به عنوان معلم موسیقی کلیسایی و خوشنویسی در کالج الهیات در تیوریف پیدا کرد. لئونتویچ علاوه بر همکاری با گروه کُر کالج، یک ارکستر آماتوری را سازماندهی کرد که اغلب در رویدادهای کالج اجرا می‌کردند. لئونتویچ همان‌ گونه که پیش‌تر با گروه‌های کُر تجربه کرده بود، تنظیم آهنگ‌های عامیانه را در میان آثار مذهبی معمول که در مدارس الهیات خوانده می‌شد گنجاند. این‌ها شامل تنظیم‌های مایکولا لیسنکو، تنظیم‌های کُرال آهنگ‌های محلی او و آثاری کاملاً بدیع بود. یکی از این آثار بر اساس شعری از تاراس شوچنکو به نام: (به اوکراینی: Зоре моя вечірняя) (آه ستارۀ عصر من) بود.
در این دوره، لئونتویچ با دختری از نژاد وولینیایی‌ها به نام کلودیا فروپونتیونا ژووتویچ آشنا شد که در ۲۲ مارس ۱۹۰۲ میلادی با او ازدواج کرد. اولین دختر این زوج جوان، هالینا، در سال ۱۹۰۳ میلادی به دنیا آمد. آن‌ها بعداً صاحب دختر دومی به نام یوهنیا شدند.

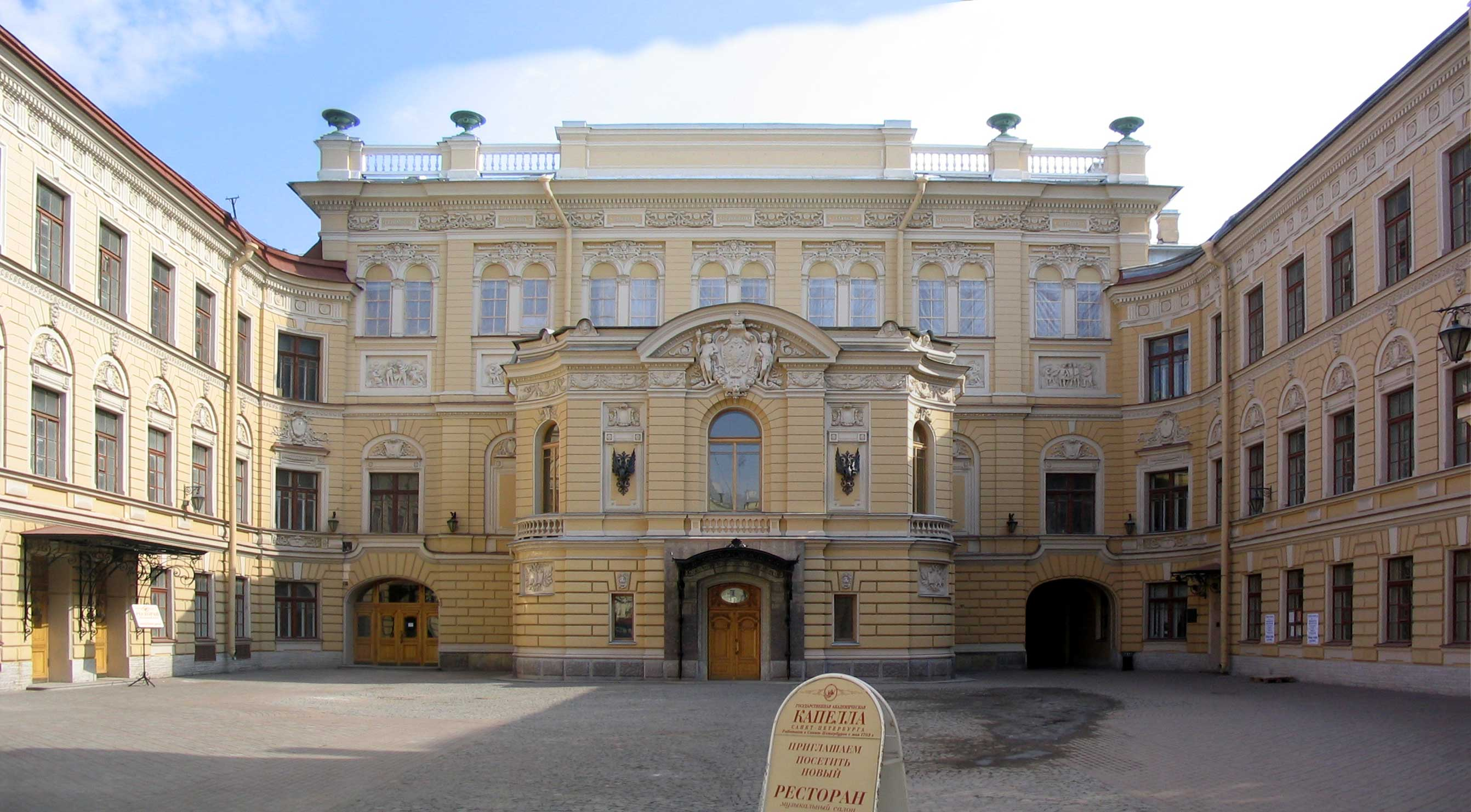
سالن کنسرت کاپلا دیوان سنت پترزبورگ که لئونتویچ در سالهای ۱۹۰۳ و ۱۹۰۴ میلادی در آن حضور داشت

مشکلات مالی باعث شد لئونتویچ پیشنهاد نقل مکان به شهر وینیتسیا را بپذیرد تا در کالج آموزگاران-کلیسا تدریس کند. او مجدداً یک گروه کر و بعداً یک گروه کنسرت ترتیب داد که با آن‌ها هر دو نوع موسیقی سکولار و معنوی را اجرا می‌کرد. در سال ۱۹۰۳ میلادی، او دومین مجموعۀ تلفیق آهنگ‌ها از پودلیا را منتشر کرد که آن را به مایکولا لیسنکو تقدیم کرد.
در سالهای ۱۹۰۳ و ۱۹۰۴ میلادی، لئونتویچ در طول تعطیلات خود از کالج آموزگاران-کلیسا، به سن پترزبورگ سفر کرد. در آنجا، او در سخنرانی‌هایی که در دیوان سنت پترزبورگ کاپلا برگزار می‌شد، شرکت کرد که با آهنگسازانی چون: ماکسیم برزوفسکی، دیمیترو بورتنیانسکی و میخائیل گلینکا در ارتباط بود. او تئوری موسیقی، هارمونی و پلی‌فونی را نزد سمن بارموتین و اجرای گروه کُر را نزد الکسی پوزیرفسکی، که هر دو در آن زمان به خوبی شناخته شده بودند، آموخت. در ۲۲ آوریل ۱۹۰۴ میلادی، او اعتبار خود را به عنوان یک رهبر‌کُرِ گروه کُر کلیسا به دست آورد.

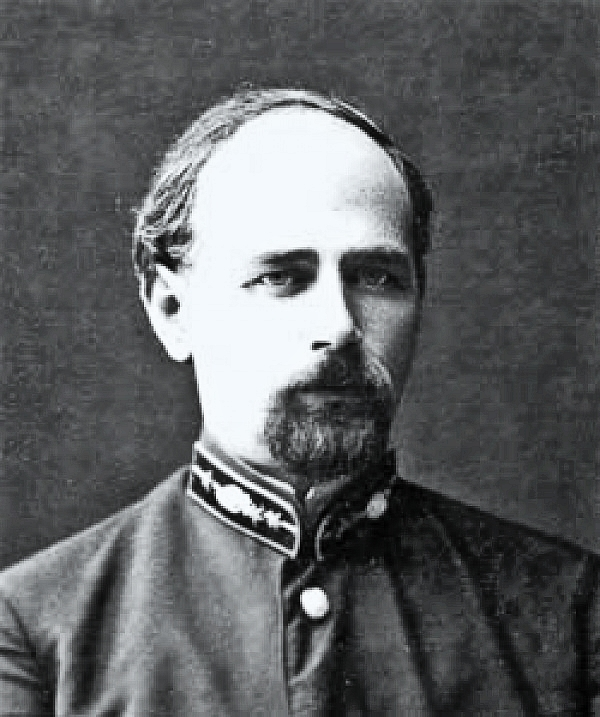
تصویری از مایکولا لئونتویچ

مجدداً، اختلافات با مدیریت کالج باعث شد که لئونتویچ به دنبال شغل جدید باشد. در بهار ۱۹۰۴ میلادی، پودولیا را ترک کرد و به استان دونباس در شرق اوکراین نقل مکان کرد و در آنجا معلم موسیقی آوازی و دستگاهی در مدرسه‌ای برای کودکانِ کارگران راه‌آهن شد. در طول انقلاب روسیه در سال ۱۹۰۵ میلادی، لئونتویچ گروه کُری از کارگران را سازماندهی کرد که در جلسات اجرا می‌کردند. این آثار شامل تنظیم آهنگ‌های محلی اوکراینی، یهودی، ارمنی، روسی و لهستانی بود. فعالیت لئونتویچ، توجه مقامات محلی را به خود جلب کرد و در بهار ۱۹۰۸ میلادی، او مجبور شد به استان زادگاهش پودولیا و شهر تولچین بازگردد.

### دورۀ تولچین
نقل مکان لئونتویچ به تولچین آغاز دورۀ بلوغ آهنگسازی و دستاوردهای هنری عمده در زندگی آهنگساز بود. در تولچین، لئونتویچ به دختران کشیشان روستا، موسیقی آوازی و دستگاهی را در کالج زنان اپارکی تولچین تدریس کرد. او در آنجا با آهنگساز کریلو استتسنکو که شاگرد مایکولا لیسنکو بود و همچنین در موسیقی کُرال تخصص داشت، ملاقات کرد. استتسنکو در آن زمان در یک روستای مجاور زندگی می‌کرد که در آنجا به عنوان کشیش کار می‌کرد و آشنایی آن‌ها به یک دوستی پایدار تبدیل شد که بر موسیقی لئونتویچ تأثیر گذاشت. استتسنکو اولین منتقد موسیقی لئونتویچ بود و گفت: «لئونتویچ یک کارشناس موسیقی مشهور از پودولیا است. او آهنگ‌های فولکلور بسیاری را ضبط کرده‌ است… این آهنگ‌ها برای گروه کُر ترکیبی هماهنگ شده‌اند. این هارمونی‌ها باعث شده‌ است که نویسنده یک متخصص عالی در زمینۀ آواز کُرال و مطالعات نظری باشد». لئونتویچ همچنین در طول اجراهای گروه کُر خود به موسیقی‌های مشهورتر مانند آثار آهنگسازان روسی چون: میخائیل گلینکا، الکسی ورستوفسکی و پیوتر چایکوفسکی، علاوه بر آهنگسازان اوکراینی، مایکولا لیسنکو، کریلو استتسنکو، و پترو نیشینسکی، روی آورد.
از سال ۱۹۰۹ میلادی، او تحت نظر بولسلاو یاورسکی، نظریه‌پرداز موسیقی، که طی دوازده سال آتی به‌ طور دوره‌ای از او در مسکو و کی‌یف بازدید می‌کرد، به مطالعه پرداخت. لئونتویچ همچنین با به عهده گرفتن مسئولیت یک سازمان محلی به نام پروسویتا به معنی «روشنگری» با موسیقی تئاتر در تولچین و زندگی اجتماعی آن درگیر شد.
این دوره در زندگی حرفه‌ای او یکی از پربارترین دوره‌ها بود، زیرا او تنظیم‌های کُرال متعددی را ایجاد کرد. برخی از آن‌ها عبارتند از: شچدریک معروف او و همچنین (به اوکراینی: Піють півні) (خروس‌ها می‌خوانند)، (به اوکراینی: Мала мати одну дочку) (مادری یک دختر داشت)، (به اوکراینی: Дударик) (نوازندۀ کوچک دودکا)، (به اوکراینی: Ой зійшла зоря) (اوه، ستاره طلوع کرده است)، در میان دیگر آثار. در سال ۱۹۱۴ میلادی، استتسنکو او را متقاعد کرد که موسیقی خود را توسط گروه کُر دانشجویی دانشگاه کی‌یف به رهبری الکساندر کوشتز اجرا کند. در ۲۶ دسامبر ۱۹۱۶ میلادی، اجرای تنظیم او از شچدریک موفقیت بزرگی را برای لئونتویچ از سوی عموم در کی‌یف به ارمغان آورد و علاقۀ روشنفکران را برانگیخت.

### حرفه در کی‌یف

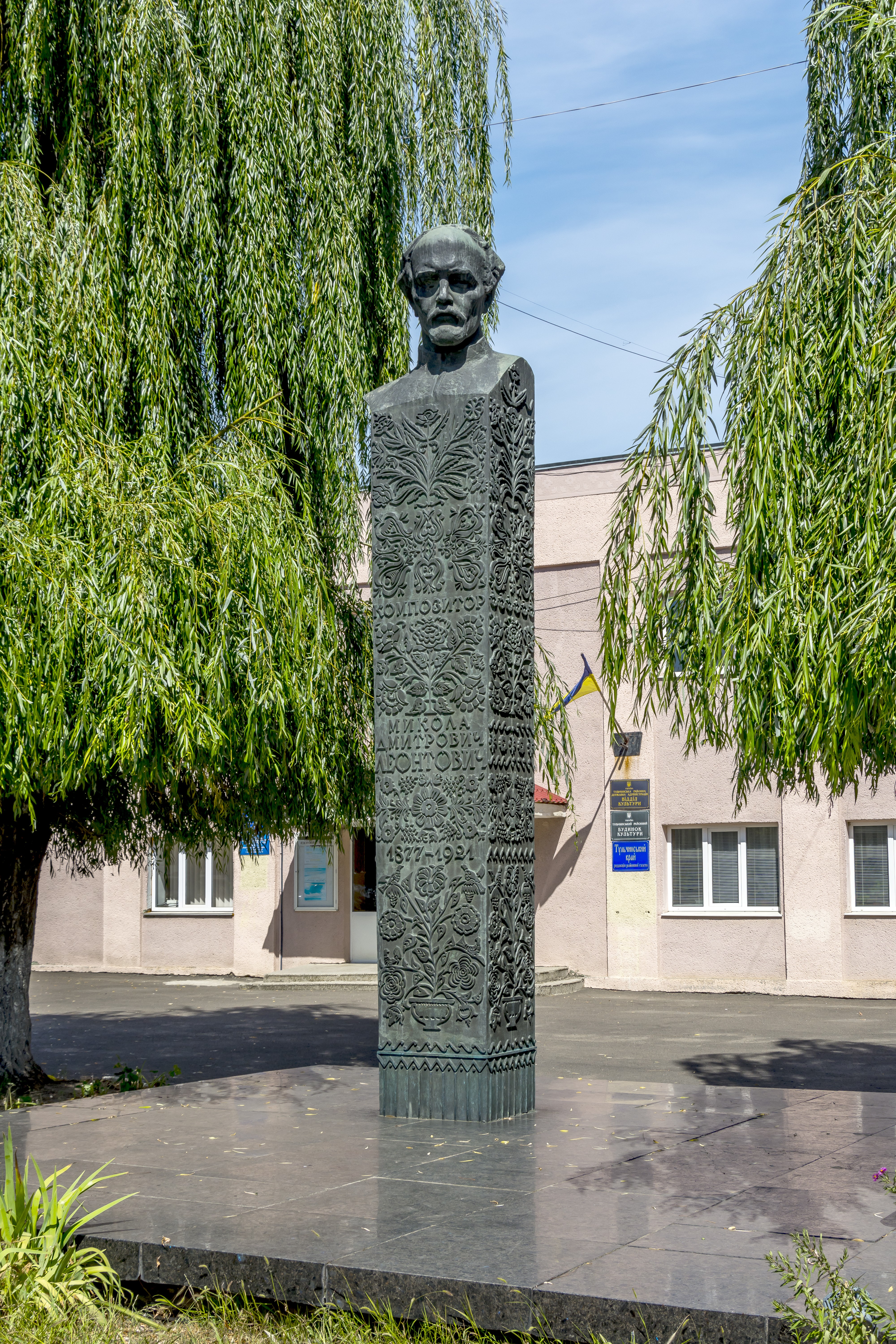
یادبود مایکولا لئونتویچ در شهر تولچین

در طول انقلاب اکتبر و تأسیس جمهوری خلق اوکراین در سال ۱۹۱۸ میلادی، لئونتویچ بدون خانوادۀ خود به کی‌یف پایتخت اوکراین نقل مکان کرد، جایی که هم به عنوان رهبر ارکستر و هم آهنگساز فعال بود. چندین قطعۀ او در بین گروه‌های حرفه‌ای و آماتور محبوبیت پیدا کرد و آن‌ها را به رپرتوارهای خود اضافه کردند. در آغاز سال ۱۹۱۹ میلادی، بقیۀ اعضای خانوادۀ او نیز به کی‌یف نقل مکان کردند. در این دوره، لئونتویچ همچنین شروع به تدریس رهبری کُر در کنار هریهواری وریوکا در کنسرواتوار کی‌یف کرد، و همچنین در مؤسسه موسیقی و نمایش مایکولا لیسنکو تدریس کرد. لئونتویچ یکی از سازمان‌دهندگان اولین ارکستر دولتی اوکراین بود. او در تأسیس کاپلا جمهوری اوکراینی که کمیسیونر آن بود، شرکت داشت.

### بازگشت به تولچین و ترور
در جریان فتح کی‌یف در ۳۱ اوت ۱۹۱۹ میلادی، ارتش دنیکین روشنفکران اوکراینی را مورد آزار و اذیت قرار داد. لئونتویچ با فرار از آزار و شکنجه به همراه خانوادۀ خود به تولچین بازگشت. در آنجا، او اولین مدرسۀ موسیقی شهر را راه‌اندازی کرد، زیرا دانشکده‌ای که در آن کار می‌کرد توسط بلشویک‌ها تعطیل شد. او همچنین شروع به کار بر روی اولین اثر سمفونیک مهم خود، اُپرای «نا روسالچین ولیکدن» (در عید پاک پری‌دریایی) کرد.
در شب ۲۲ تا ۲۳ ژانویه ۱۹۲۱ میلادی، مایکولا لئونتویچ توسط مأمور چکیست (امنیت دولتی شوروی) آفاناسی گریشچنکو به قتل رسید. لئونتویچ در خانۀ پدر و مادرش اقامت داشت که برای جشن میلاد ارتدکس شرقی (۲۵ دسامبر در تقویم جولیان، که در تقویم گریگوری (میلادی)، که توسط اتحاد جماهیر شوروی تنها در سال ۱۹۱۸ میلادی تصویب شد، در ژانویه می‌افتد.) از آن‌ها دیدن می‌کرد. چکیست مخفی نیز خواسته بود که شب را در خانه با مایکولا در یک اتاق مشترک بماند. در سپیده دم او پس از سرقت از خانوادۀ مایکولا به آهنگساز شلیک کرد (که چند ساعت بعد در اثر خونریزی درگذشت).
چندین واقعیت به یک انگیزۀ سیاسی در پشت این ترور اشاره می‌کند. حضور لئونتویچ در جنبش استقلال، مانند راه‌اندازی کاپلا جمهوری اوکراینی، با هدف ارتقای اوکراین به عنوان یک کشور مستقل، دشمنان زیادی را برای او به ارمغان آورد. دختر بزرگترش هالینا بعداً به یاد آورد که پدرش اندکی پیش از مرگش گفته بود که مدارکی برای ترک کشور به مقصد رومانی دارد و این اسناد را در میان نت‌های موسیقی خود در طول یک کنسرت به همراه داشت. با این حال، پس از بازگشت از چای پس از کنسرت، لئونتویچ متوجه می‌شود که شخصی کاغذهای او را بررسی کرده‌ است. برنامه‌های او برای ترک کشور، همراه با این واقعیت که توسط یک مأمور شوروی کشته شد، همچنین دلایل سیاسی مرگ او را نشان می‌دهند.

## شخصیت
مایکولا لئونتویچ به شدت از خودش انتقاد می‌کرد. به گفتۀ اولین زندگینامه‌نگار معاصر او، اولس چاپکی‌یفسکی، لئونتویچ گاهی اوقات روی یک تنظیم گروه کُر کار می‌کرد بدون اینکه اجازه دهد کسی آن را تا چهار سال ببیند. پس از انتشار دومین تألیف ترانه‌هایش از پودولیا، نظرش تغییر کرد و از آن رضایت کامل نداشت و در نتیجه تمام ۳۰۰ نسخه را خرید و نابود کرد.
چاپکی‌یفسکی همچنین لئونتویچ را دارای شخصیتی خجالتی توصیف می‌کند و می‌گوید: «او از شهرت پرهیز می‌کرد، از توجه و تبلیغات می‌ترسید». از سوی دیگر، چاپکی‌یفسکی مدعی شد که حسادت لئونتویچ، ترس از رقابت و ترس از عدم پذیرش از سوی جامعۀ موسیقی مستقر، باعث شد که موسیقی لئونتویچ کمتر شناخته شده باشد.
زینوی یاروپود از دانشگاه آموزشی دولتی کامیانتس-پودیلسکی می‌نویسد که «همۀ معاصران [لئونتویچ] او را فردی آرام و ملایم می‌نامیدند. او یک رهبر فعال جنبش ملی-انقلابی نبود، که در سال‌های ۱۹۲۱–۱۹۱۷ میلادی تعداد انگشت‌شماری از مبارزان برجسته برای جمهوری اوکراین را ظاهر کند.» این امر نشان می‌دهد که آهنگساز از نظر سیاسی ساکت بود، اما بی‌تفاوت نبود.
دوست لئونتویچ، اُ. بوژانسکی، به یاد می‌آورد که آهنگساز «همیشه پر از شوخ طبعی بود؛ طوری صحبت می‌کرد که همه از خنده اشکشان روان می‌شد، اما او در عین حال جدی و آرام بود.» استتسنکو همچنین لئونتویچ را «داستان‌گوی شوخ» توصیف می‌کرد و دانش آموزانش در مدرسۀ مربی کلیسای تولچین به دلیل داستان‌سرایی او «عاشق او» بودند.

## دیدگاه‌های دینی
مایکولا لئونتویچ در محیطی بسیار مذهبی بزرگ شد. او یکی از اعضای کلیسای ارتدکس شرقی بود که از نسل کشیش‌های روستایی بود. او همچنین فارغ‌التحصیل حوزۀ علمیۀ پودولیا در کامیانتس-پودیلسکی بود، که عمدتاً روحانیون مسیحی ارتدکس را تربیت می‌کرد.
لئونتویچ به‌عنوان فردی با تحصیلات الهیات حرفه‌ای، با جنبش تأسیس و به رسمیت شناختن کلیسای ارتدکس خودگردان شرقی اوکراینی همگام بود، که در سال ۱۹۱۸ میلادی مجدداً تأسیس شد. تولیدات آهنگساز در این دوره به دنبال نمونه‌های آثار کریلو استتسنکو (دوست نزدیک لئونتویچ، همچنین کشیش و آهنگساز ارتدکس) و همچنین الکساندر کوشتز، در موسیقی مقدس جدید غنا یافت. آثار لئونتویچ این دورۀ زمانی عبارتند از: (به اوکراینی: На воскресіння Христа) (دربارهٔ رستاخیز مسیح)، (به اوکراینی: Хваліте ім’я Господнє) (نام خداوند را ستایش کنید) و (به اوکراینی: Світе тихий) (آه نور خموش) درمیان دیگر آثار. یک نقطۀ عطف در توسعۀ موسیقی معنوی اوکراینی، آهنگسازی عبادت او بود که برای اولین بار در کلیسای جامع نظامی سنت نیکلاس در کی‌یف، پچرسک در ۲۲ مه ۱۹۱۹ میلادی اجرا شد.

## بزرگداشت

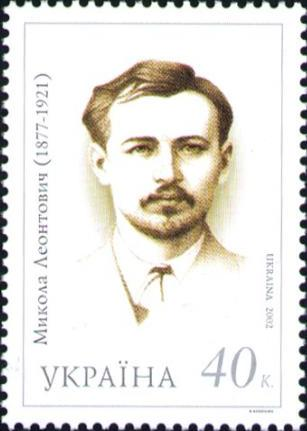
تصویر لئونتویچ بر روی تمبر پستی اوکراین نشان داده شده است

در ۱ فوریه ۱۹۲۱، نه روز پس از مرگ لئونتویچ، تعداد زیادی از هنرمندان، استادان و دانشجویان مؤسسه موسیقی و نمایش مایکولا لیسنکو در کی‌یف برای بزرگداشت او گرد هم آمدند، همان‌طور که طبق سنت مسیحی انتظار می‌رود. آن‌ها کمیته‌ای را برای خاطرۀ مایکولا لئونتویچ تأسیس کردند که بعداً به انجمن موسیقی تمام اوکراینی مایکولا لئونتویچ تبدیل شد و موسیقی اوکراین را تا سال ۱۹۲۸ میلادی ترویج کرد.
پاولو تیچینا، نویسنده و سیاستمدار اوکراینیِ جمهوری سوسیالیستی شوروی اوکراین، از تحسین‌کنندگان لئونتویچ بود و دربارۀ مرگ این آهنگساز نثری نگاشت. شاعرانی چون ماکسیم رویلسکی و مایکولا باژان نیز شعرهایی را به او تقدیم کردند.
نام لئونتویچ توسط گروه‌های موسیقی مانند لئونتویچ باندوریست کاپلا و موسسات آموزشی مانند کالج هنر و فرهنگ وینیتسیا حمل می‌شود. خیابان‌هایی در کی‌یف و شهرهای دیگر به نام او نامگذاری شده‌ است. موزۀ یادبودی در شهر تولچین به او اختصاص داده شده‌ است، و موزۀ دیگری در سال ۱۹۷۷ میلادی در روستای مارکیوکا، جایی که او به خاک سپرده شد، تأسیس شد.
در سال ۲۰۰۲ میلادی، به مناسبت صد و بیست و پنجمین سالگرد تولد آهنگساز، شهر کامیانتس-پودیلسکی یک کنفرانس علمی تمام-اوکراینی با عنوان «مایکولا لئونتویچ و آموزش و علوم مدرن» با میهمانانی از وزارت علوم و آموزش اوکراین، اتحادیه آهنگسازان و بسیاری از مقامات محلی برگزار کرد. در طی این رویداد، مراسم پرده‌برداری از لوح یادبود آهنگساز برگزار گردید که در کنار ساختمان قدیمی که قبلاً توسط حوزۀ علمیۀ پودولیا استفاده می‌شد، نصب شده بود.

## موسیقی
مایکولا لئونتویچ در موسیقی کُرال آ کاپلا تخصص داشت. او را امروزه بیشتر با آثار موسیقایی که از خود به جای گذاشته به یاد می‌آورند که شامل بیش از ۱۵۰ آهنگ کُرال است. این آثار شامل طیفی از تنظیم‌های هنری آهنگ‌های فولک، آثار مذهبی (از جمله عبادت او)، کانتات‌ها، و آهنگ‌های کرال که با کلام شاعران مختلف اوکراینی تنظیم شده است را شامل می‌شود. دو اثر معروف او مینیاتورهای کُرال شچدریک و دوداریک هستند.
لئونتویچ همچنین شروع به کار بر روی یک اُپرا (به اوکراینی: На Русалчин Великдень) – «در عید پاک پری‌دریایی») بر اساس اسطوره‌های اوکراینی و آثار بوریس هرینچنکو کرد. در پایان سال ۱۹۲۰ میلادی، او اولین پرده از سه-پردۀ اُپرا را به پایان رساند. با این حال، لئونتویچ قبل از اینکه بتواند اُپرا را کامل کند به قتل رسید. تلاش برای تکمیل و ویرایش اُپرا توسط آهنگساز اوکراینی میخائیلو وریکی‌یفسکی انجام شد. آهنگساز میروسلاو اسکوریک و شاعر دیودور بوبیر از مواد موسیقایی اُپرای ناتمام برای ساختن یک اُپرت تک-پرده استفاده کردند؛ این اثر در سال ۱۹۷۷ میلادی در تئاتر دولتی اُپرا و بالۀ کی‌یف، صد سال پس از تولد لئونتویچ به نمایش درآمد. اولین نمایش در آمریکای شمالی در ۱۱ آوریل ۲۰۰۳ میلادی در تورنتو برگزار شد.
یکی از بزرگترین تأثیرات در موسیقی مایکولا لئونتویچ، مایکولا لیسنکو است، که به عنوان «پدر موسیقی کلاسیک اوکراین» در نظر گرفته می‌شود. لئونتویچ از زمانی که در حوزۀ علمیۀ کامیانتس-پودیلسکی دانشجو بود، موسیقی لیسنکو را تحسین می‌کرد، به گونه‌ای که گروه کُر حوزه را مجبور به اجرای موسیقی این آهنگساز می‌کرد. از آن زمان، او موسیقی لیسنکو را در هر کجا که کار می‌کرد در کنسرت‌ها اجرا می‌کرد.

### شچدریک/سرود زنگ‌ها

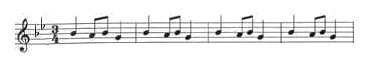
امضای تکرار موتیف چهار-نت آهنگ که شنوندگان به‌ طور خودکار آن را تشخیص می‌دهند.

شچدریک اثر مایکولا لئونتویچ شناخته شده‌ترین اثر اوست. در نسخۀ انگلیسی آن به عنوان سرود کریسمس، آهنگ مورد علاقۀ تعطیلات با عنوان سرود زنگ‌ها شناخته می‌شود. این آهنگ به خاطر موتیف چهار-نت اوستیناتو معروف است و از سال ۲۰۰۴ میلادی تاکنون بیش از ۱۵۰ مرتبه تنظیم مجدد شده‌ است. در متن اصلی اوکراینی شچدریک از همیولا استفاده شده‌ است، تغییر تأکیدات در هر میزان بین ۶/۸ و ۳/۴، که در نسخه‌های انگلیسی گم شده‌ است. محبوب‌ترین اقتباس انگلیسی در سال ۱۹۳۶ میلادی توسط پیتر جی. ویلهوسکی ساخته شد که تحت تأثیر فرهنگ والدین اروپای شرقی و داستان سنتی مسیحی سرودهایی بود که در هنگام تولد عیسی به صدا درمی‌آمدند، اگرچه اقتباس‌های انگلیسی دیگری از این آهنگ نیز در ۱۹۴۷ میلادی توسط ام. ال. هولمن، ۱۹۵۷، و ۱۹۷۲ میلادی ساخته شد.
این آهنگ بارها در موسیقی متن فیلم و تلویزیون استفاده شده‌ است. به عنوان مثال، در فیلم‌های پُربازدید باکس آفیس چون: بابانوئل و تنها در خانه، ویل وینتون برندۀ جایزۀ یک جشن کریسمس کلی‌میشن و به عنوان پارودی به نام سرود میوها در او. سی. قسمت «کریسموکاهی که تقریباً نبود». نسخۀ مدرن سرود زنگ‌ها در مجموعۀ تلویزیونی اداره پخش شد. همچنین توسط بسیاری از گروه‌ها، صرف نظر از سبک آوازی یا گونه، تنظیم و اجرا شده‌ است؛ اعم از گروه‌های کلاسیک (گروه کُر پسران وین)، تا گروه‌های موسیقی سنتی (زن سلتیک)، تا خوانندگان و گروه‌های پاپ (جسیکا سیمپسون) و (دستینیز چایلد).

### سبک موسیقی
لئونتویچ یک سبک اصیل داشت. بسیاری از آثار او «استفادۀ ماهرانه از کنترپوان تقلیدی و هارمونی امپرسیونیستی» دارند. او میل شدیدی داشت که موسیقی‌اش حواس، به‌ ویژه بینایی را برانگیزد؛ در جایی می‌گوید: «من علاقه‌مندم که از کدام رنگ‌ها برای تُن‌های بالا و کدام برای تُن‌های پایین استفاده کرده‌اید. من خودم اغلب به این فکر می‌کنم که صدا و رنگ را ترکیب کنم.»
آهنگ‌های کُر او دارای هارمونی غنی، چند‌صدایی آوازی و تقلید است. تنظیم‌های کُرال قبلی او از آهنگ‌های عامیانه عمدتاً تنظیم‌های استروفیک ملودی بودند. همان‌ طور که آهنگساز تجربه بیشتری به دست آورد، ساختار آهنگ‌های کُرال و تنظیم آهنگ‌های محلی او بیشتر با متن در هم آمیخته شدند.
لئونتویچ بسیاری از آهنگ‌های فولکلور اوکراینی را تنظیم کرد و بر اساس ملودی‌ها و اشعار آن‌ها آهنگ‌های کُرال مستقل خلق کرد. او از سنت‌های بداهه‌پردازی کوبزارهای اوکراینی پیروی می‌کرد که هر استروف جدید را متفاوت تفسیر می‌کردند. او همچنین از زمزمه‌کردن و تغییر در طنین صدای خوانندگان به عنوان تکنیک‌هایی برای رسیدن به یک اثر عاطفی یا نفسانی مورد نظر استفاده می‌کرد.
موضوع اصلی آثار لئونتویچ موسیقی کُرال دربارهٔ زندگی روزمره است. موسیقی او اغلب منعکس کنندۀ اعمال و رویدادهای واقعی است. نمونه‌ای از این امر، شچدریوکای (شب کریسمس) او (به اوکراینی: Ой там за горою) (آه آنجا پشت کوه) است که در آن یک خوانندۀ تنور ابتدا آهنگ را با تک‌خوانی شروع می‌کند و بقیه صداهای گروه کُر به تدریج وارد می‌شوند و وقتی گروه‌های جدیدی از خوانندگان به آن‌ها می‌پیوندند، کارول را بازتاب می‌دهند. سپس، جابجایی قطعات بین گروه‌های مختلف گروه کُر آغاز می‌شود و فضای پرهیاهوی شب سال نو را بازسازی می‌کنند.

### استقبال و محبوبیت
لئونتویچ در بیشتر دوران کاری خود، موسیقی خود را برای خود نگه داشت و آن را تنها در کنسرت‌های خود اجرا کرد. این به دلیل شخصیت بسیار خودانتقادگر و خجالتی آهنگساز بود. اولین منتقد لئونتویچ، دوست و همکار کشیش و آهنگساز او، کریلو استتسنکو بود که او را «متخصص بزرگ آواز کُرال و مطالعات نظری» توصیف کرد. او همچنین لئونتویچ را متقاعد کرد که موسیقی خود را منتشر کند و آن را توسط دانشگاه کی‌یف اجرا کند.
اولین موفقیت «شچدریک» باعث محبوبیت لئونتویچ در بین متخصصان و طرفداران موسیقی کُر در کی‌یف شد. بولسلاو یاورسکی، مربی لئونتویچ که در کنسرواتوار کی‌یف به همکار او تبدیل شد، نیز همچنین آثار تازه نگارش‌شدۀ او را مثبت ارزیابی کرد. در طول کنسرت دیگری، لهندای لئونتویچ، که بر روی شعری از مایکولا ورونی تنظیم شده بود، محبوبیت زیادی به دست آورد.
لیسنکو پس از بررسی دومین مجموعۀ تلفیق آهنگ‌ها از پودلیای لئونتویچ نوشت: «لئونتویچ موهبتی اصیل و برجسته دارد. در تنظیم‌های او پاساژهای جداگانه‌ای یافتم، حرکت اصوات، که بعداً در یک شبکۀ درهم تنیدۀ موسیقایی بدیع، توسعه می‌یابند.»
افزایش محبوبیت موسیقی لئونتویچ توسط سیمون پتلیورا، رئیس‌ جمهوری خلق اوکراین، صورت گرفت؛ که دو گروه کُر را ایجاد کرد و حمایت مالی کرد تا آگاهی و فرهنگ اوکراین را ارتقاء دهند. یک گروه کُر به سرپرستی کریلو استتسنکو در سراسر اوکراین تور برگزار کرد، در حالی که کاپلا جمهوری اوکراینی به رهبری الکساندر کوشتز تور اروپا و قارۀ آمریکا را برگزار کرد. اجراهای کاپلا جمهوری اوکراینی باعث شد لئونتویچ در سراسر جهان غرب شناخته شود. در فرانسه، لئونتویچ نام مستعار «باخ اوکراینی» را به دست آورد. در ۵ اکتبر ۱۹۲۱ میلادی، کاپلای شچدریک را در تالار کارنگی در شهر نیویورک اجرا کرد. در سال ۱۹۳۶ میلادی، پیتر جی. ویلهوسکی (با اصالت اوکراینی) که برای رادیو ان‌بی‌سی کار می‌کرد، اشعار خود را برای این آهنگ نوشت که به عنوان سرود زنگ‌ها شناخته شد.
به غیر از شچدریک، یا سرود زنگ‌ها، موسیقی لئونتویچ در حال حاضر بیشتر در اوکراین اجرا می‌شود و تعداد کمی از ضبط‌ها منحصراً به او اختصاص داده شده است. جوامع اوکراینی دور از وطن از او یاد می‌کنند و آثارش را اجرا می‌کنند. به عنوان مثال، گروه کُر الکساندر کوشتز مستقر در وینیپگ، مانیتوبا، کانادا، موسیقی آهنگسازان اوکراینی از جمله لئونتویچ را اجرا می‌کند و موسیقی او را ضبط کرده‌ است.

## یادداشت
1. ↑  کلمهٔ «اپارکی» یک کلمهٔ یونانی (به یونانی کوینه: ἐπαρχία) انگلیسی شده‌ است که می‌تواند به شیوهٔ آزاد به عنوان قاعده یا صلاحیت قضایی بر چیزی مانند یک استان، ناحیه یا قلمرو ترجمه شود. این مفاهیم معنای خاصی در سیاست، تاریخ و در سلسله مراتب کلیساهای مسیحی شرقی دارد.

در استفاده سکولار، اصطلاح اپارکی به یک منطقهٔ اداری در امپراتوری هلنیستی-رومی / بیزانس یا در یونان یا قبرس مدرن اشاره می‌کند. امروزه اصطلاح اپارکی به استانی از کلیسای ارتدکس اشاره دارد.
2. ↑  متن اصلی: (به اوکراینی: боявся галасу)، که در آن боявся = او می‌ترسید، галасу = از –سر و صدا، –غوغا، –هیاهو، –فشار و شلوغی. به عبارت دیگر، او تمام توجهی را که با شهرت حاصل می‌شود، نمی‌خواست.
3. ↑  متن اصلی: (به اوکراینی: всі його сучасники називали тихою, лагідною людиною. Він не був активним лідером національно-революційного руху, який вияскравив у 1917–1921 роки ціле гроно видатних борців за Українську республіку)، (ترجمه: همه معاصرانش او را مردی آرام و نجیب می‌نامیدند. او یک رهبر فعال جنبش ملی-انقلابی نبود، که در سال‌های ۱۹۲۱–۱۹۱۷ میلادی جرقهٔ تمامی گروه مبارزان برجسته برای جمهوری اوکراین را برانگیزد).
4. ↑  متن اصلی: (به اوکراینی: Мене цікавить, які кольори ви використали для високих тонів, а які для низьких. Я сам часто думаю над тим, щоб поєднати звук і колір.) (ترجمه: «من علاقه مندم که از کدام رنگ‌ها برای اوج‌ها و کدام‌ها برای فرودها استفاده کردید. من اغلب به ترکیب صدا و رنگ فکر می‌کنم.»)
5. ↑  استروفیک یا هم ساخت در موسیقی به مفهوم: نوعی ساختار آوازی است که در آن یک لحن ثابت برای همۀ بندهای متن به کار می‌رود.
6. ↑  متن اصلی: (به اوکراینی: Леонтович має оригінальний, яскравий дар. Я знайшов у цих обробках самостійні ходи, рух голосів, які потім розвивалися в геніально сплетену музичну мережку)، (ترجمه: «لئونتویچ یک موهبت اصیل و درخشان دارد. من در این تنظیمات حرکات مستقلی یافتم، حرکت اصوات، که سپس به یک شبکهٔ موسیقی بافته‌شدهٔ مبتکرانه تبدیل می‌شوند.»)